# Yalup Brook
Yalup Brook is een plaats in de regio South West in West-Australië.
Het maakt deel uit van het lokale bestuursgebied (LGA) Shire of Waroona, waarvan Waroona de hoofdplaats is.
Yalup Brook ligt nabij de South Western Highway en de South Western Railway, 120 kilometer ten zuiden van de West-Australische hoofdstad Perth, 70 kilometer ten noordnoordoosten van de kuststad Bunbury en 10 kilometer ten zuiden van Waroona.
De plaats ontstond als een station langs de in 1893 geopende South Western Railway die Perth en Bunbury verbindt. Het werd officieel gesticht in 1912 doch ontwikkelde nooit echt door de nabijheid van Wagerup en Waroona. De plaats werd vernoemd naar een nabijgelegen waterloop. De naam is aborigines van afkomst.
De streek kent een warm mediterraan klimaat, Csa volgens de klimaatclassificatie van Köppen.
Banksiadale · Barragup · Birchmont · Blythewood · Boddington · Bouvard · Carcoola · Chadoora · Clifton · Coodanup · Coolup · Crossman · Dawesville · Dudley Park · Dwellingup · Erskine · Etmilyn · Fairbridge · Falcon · Furnissdale · Greenfields · Halls Head · Hamel · Herron · Holyoake · Inglehope · Kooljerrenup · Lake Clifton · Lakelands · Lower Hotham · Madora Bay · Mandurah · Marradong · Marrinup · Meadow Springs · Meelon · Mount Cooke · Mount Wells · Myara · Nambeelup · Nanga Brook · Nirimba · North Dandalup · North Yunderup · Oakley · Parklands · Pinjarra · Point Grey · Preston Beach · Quindanning · Ranford · Ravenswood · San Remo · Silver Sands · Solus · South Yunderup · Stake Hill · Teesdale · Wagerup · Wannanup · Waroona · West Coolup · West Pinjarra · Whittaker · Wuraming